# Джоркаефф, Юрий
Ю́рий (часто также Юри́) Джоркае́фф (фр. Youri Djorkaeff; род. 9 марта 1968, Лион, Франция) — французский футболист, атакующий полузащитник; известен по выступлениям за такие французские клубы, как «Страсбур», «Монако», «Пари Сен-Жермен», итальянский «Интернационале» и немецкий «Кайзерслаутерн». Чемпион мира 1998 года и чемпион Европы 2000 года в составе сборной Франции.

## Семья
Юрий родился 9 марта 1968 года в городе Лион, второй ребёнок в семье. Своё имя получил в честь главного героя фильма «Доктор Живаго», снятого по одноимённому роману Бориса Пастернака — доктора Юрия Живаго, сыгранного Омаром Шарифом.
Отец Юрия — известный в прошлом футболист Жан Джоркаефф, калмык по отцовской линии и поляк по материнской линии. Жан стал первым капитаном парижского клуба ПСЖ, а в составе сборной Франции играл на чемпионате мира 1966 года в Англии, после завершения карьеры тренировал команду армянской общины в Десин-Шарпье (восток Лиона), а в 1990-е годы открыл стадион у канала Жонаж. Мать — армянка Мария Оганян, которая после футбольных матчей вместе с отцом угощала игроков и болельщиков блюдами восточной кухни. Дедушка Юрия по отцовской линии — Армадык Джоркаев, калмык, уроженец Астрахани, в юности два года служил на русско-австрийской границе, участвовал в Первой мировой войне и гражданской войне на стороне Белого движения. После окончания войны эмигрировал во Францию. Родственники Юрия по материнской линии, в том числе дедушка Гаро, жили в Бурсе и бежали из Османской империи во Францию после начала геноцида армян.
Супруга Юрия — испанка Софи Хименес, с которой он познакомился в Гренобле. Софи на момент встречи с Юрием училась на факультете иностранных языков и собиралась уезжать в Англию, но через две недели после отъезда вернулась. Юрий венчался с Софи в армянской церкви. В браке у них родилось трое детей — Саша (назван в честь Александра Громеко из «Доктора Живаго», второе имя — Арам), Оан (также футболист, получил имя в честь деда Гаро) и Анжелика. Позже Софи открыла школу переводчиков в Лионе.
Также у Юрия есть двое братьев, ставших футболистами, — Дени (выступал на уровне третьей лиги Франции, позже стал агентом Юрия) и Миша (выступал за ряд французских клубов, немецкий «Кайзерслаутерн» и английский «Лутон Таун»). Юрий рос и воспитывался в армянской диаспоре, отмечая, что является французом, но сильно привязан к армянской истории и культуре. В частности, он перед переходом в любой иностранный клуб искал армянских земляков в городе и первоначально представлялся как турист.

## Клубная карьера

### Гренобль
Согласно воспоминаниям школьной учительницы литературы Моник Дерюа, в 1978 году учившийся в её классе Юрий Джоркаефф написал в сочинении, что мечтает стать футболистом, выступать в большом клубе уровня «Ливерпуля», а также со сборной Франции выиграть чемпионат мира и забить единственный гол в финале. Ранее Юрий занимался дзюдо, а также интересовался живописью и музыкой, но позже сделал выбор в пользу футбольной карьеры. Он начинал свой футбольный путь в таких клубах, как «Десан», «Сен-Прист», «Мейзьё» и «Виллербан». В 15 лет он попытался пробиться в состав «Сошо», но потерпел неудачу и ушёл играть в «Гренобль», где стал профессиональным игроком в 1984 году. Дебютным для Юрия стал матч против «Монпелье», где уже тогда выступал Лоран Блан. В 1986 году по решению тренера Пламена Маркова Юрий стал капитаном команды, но в том же году клуб вылетел в третью лигу, где Юрий встретил старшего брата Дени из клуба «Сен-Прист». Дени стал позже агентом Юрия и управляющим семейного кафе на улице Феррандьер во втором округе Лиона.

### Страсбур
Летом 1989 года Юрий, который уже встретил свою будущую супругу Софи, решил с ней переехать в Страсбург и перейти в одноимённый клуб. Президент «Гренобля» Марк Брайон попытался воспрепятствовать уходу Джоркаеффа, но тот отказался идти на тренировку. Брайон предложил Джоркаеффу сделку: в обмен на 5 миллионов франков Джоркаефф будет продан в «Страсбур», причём игрок получит 15% от суммы трансфера. Юрий озвучил предложение Брайона президенту «Страсбура» Даниэлю Хехтеру, и тот их принял, но Юрий свою долю суммы не получил, а Брайон в 1990-е годы за мошенничество чуть не сел в тюрьму, получив, однако, огромный штраф. В составе команды Джоркаефф в новом сезоне отличился 21 раз, но клуб так и не вышел в Лигу 1. Хехтер ушёл в отставку, а Юрий до октября 1990 года уговаривал руководство клуба отпустить его в «Монако», где работал Арсен Венгер, что в итоге и состоялось.

### Монако
После трансфера Юрий отправился служить во французскую армию, его сослуживцами были Патрис Локо, Эмманюэль Пети и Биксант Лизаразю. С понедельника по четверг они служили на базе НАТО в лесу Фонтенбло, а на выходные отправлялись в расположение клубов. Юрий выступал за армейскую команду, тренером которой был Роже Лемерр: при знакомстве Лемерр рассказал Юрию, что отец игрока, Жан Джоркаефф на одной из тренировок сборной Франции столкнулся с Лемерром, и последний получил сильное рассечение, из-за которого в сборную больше не вызывался. Юрий жил в бывшей квартире Бориса Беккера и неоднократно посещал казино, за что его критиковал президент «Монако» Жан-Луи Кампора.
Юрий вышел с «Монако» в финал Кубка Франции, где его клуб одержал победу над «Марселем», в составе которого играли Жан-Пьер Папен, Крис Уоддл и Базиль Боли. Перед матчем всех игроков поприветствовал президент Франсуа Миттеран, а фотография рукопожатия Юрия и главы государства запечатлела этот момент и принесла славу семье Джоркаеффа. В самом матче Юрий отыграл тайм, поддерживая атаки Джорджа Веа и Юссуфа Фофана и уступив в перерыве место автору победного гола Жеральду Пасси. На призовые за победу в Кубке Франции он приобрёл Porsche 911, а в самом клубе прославился благодаря кручёным ударам — вратарь Марк Деларош прозвал Юрия «Змеем» за мастерство при исполнении ударов. В 1994 году Джоркаефф с 20 голами разделил титул лучшего бомбардира чемпионата Франции того сезона с Роджером Боли из «Ланса» и Николая Уэдека из «Нанта» — одноклубник Юрия Юрген Клинсманн, игравший на позиции центрфорварда, забил всего 10. Юрий играл под руководством Венгера на фланге атаки и помогал защите.

### ПСЖ
В 1995 году Юрий стал игроком «Пари Сен-Жермен», куда перешли другие звёздные игроки — нападающий Патрис Локо из чемпионского «Нанта» и защитники Бруно Н’Готти из «Лиона» и Лоран Фурнье из «Бордо». Юрий помог команде выйти в финал Кубка обладателей кубков УЕФА, поскольку в полуфинале против «Депортиво Ла-Корунья» отдал голевой пас на Локо в домашнем матче и забил гол в ответной встрече. Однако в чемпионате Франции ПСЖ, имея преимущество в 7 очков, в итоге упустил чемпионский титул, проиграв его в заочном споре «Осеру» — перед матчем последнего тура против «Мартига» за дисциплинарное нарушение (Юрий ушёл с прогулки без разрешения тренера Луиса Фернандеса в свою комнату за курткой) Джоркаефф был исключён из стартового состава. «ПСЖ» оставалось обыграть дома «Мартиг», худшую команду чемпионата, чтобы вернуться на первое место. Фернандесу все же пришлось выпустить Джоркаеффа по ходу матча, из-за травмы форварда Паскаля Нума, но изменить ничего не смог — ничья 0:0 лишила парижан чемпионского титула.
Однако ПСЖ сумел выиграть финал Кубка обладателей кубков УЕФА. Президент клуба Мишель Денизо уговорил теннисиста Янника Ноа поддержать команду перед финалом. Ноа обратился к игрокам с просьбой думать только об игре и не вспоминать какие-либо обиды и разочарования, ради чего попросил их не читать никаких газет, пока не будет сыгран финал. Парижане тренировались в Стране Басков, где их тренировками руководили фитнес-тренер Жан-Клод Перрен, рекомендовавший им плавать в Атлантическом океане каждое утро, и физиотерапевт Фредерик Манковски. В последний вечер игроки устроили вечеринку в Сан-Себастьяне, откуда их в отель увёл Янник Ноа около 11 часов вечера. Через несколько дней в финале Кубка парижане победили венский «Рапид» благодаря голу Бруно Н’Готти на 28-й минуте, а на церемонии награждения попытались пригласить Ноа на подиум, но тот вежливо отказался, заявив, что эта победа принадлежит ПСЖ. Юрий Джоркаефф отыграл весь матч в футболке под номером 6 на позиции нападающего. На следующее утро несколько игроков перекрасили волосы в зелёные цвета «Рапида» и в таком виде прибыли на приём к президенту Франции Жаку Шираку.
Ещё до финала Кубка обладателей кубков Йохан Кройфф предлагал Джоркаеффу перейти в «Барселону», чтобы попытаться совместить его в атаке вместе с Роналдо и Зинедином Зиданом, однако этот трансфер так и не состоялся, поскольку Кройффа уволили за неудовлетворительные результаты, а Джоркаефф вскоре сам передумал. Вице-президент «Барселоны» Жоан Гаспар позже говорил, что Юрий хоть и отличный игрок, но должен был быть сумасшедшим, чтобы отказать клубу. После срыва переговоров Джоркаефф уехал в расположение сборной накануне Евро-1996.

### Интернационале
После чемпионата Европы 1996 года Джоркаефф перешёл в миланский «Интернационале», где президент клуба Массимо Моратти всячески оказывал материальную поддержку Юрию, а с первых дней пребывания в стане «Интера» болельщики называли футболиста «Блистательный» или «Драгоценный». Отчасти переезду способствовала кузина Юрия, Катя Оганян, долгое время проживавшая в Милане. Известный итальянский тренер Чезаре Мальдини сказал, что именно армянский дух и французская закалка сделали Юрия лучшим полузащитником мира. 5 января 1997 года Джоркаефф забил гол в ворота «Ромы», который высоко оценили болельщики, удостоив Юрия трёхминутных аплодисментов. После матча судья Грациано Чезари даже попросил подарить ему футболку Юрия, а Моратти даже хотел поставить у входа на «Сан-Сиро» бронзовую статую Джоркаеффа, забивающего гол «Роме», но не получил разрешение от мэрии — фотография гола размещалась в следующем сезоне на обратной стороне сезонных абонементов. За два месяца до своего гола «Роме» он забил «Ювентусу» гол в четвертьфинале кубка Италии, но из-за второй жёлтой карточки не был допущен на ответный матч, вследствие чего попросил фанатов «Интера» помочь ему посмотреть матч на трибуне. Фанаты согласились, но попросили его надеть шапку, чтобы фанаты не узнали его и не устроили давку при встрече со своим кумиром. Только в перерыве фотографы разглядели, что на северной трибуне «Сан-Сиро» сидел Джоркаефф.
В первом сезоне Джоркаефф отличился 21 раз за «Интер»: в финале Кубка УЕФА 1997 он забил в серии пенальти против «Шальке 04», но из-за промаха Арона Винтера в итоге остался без трофея, а обиженные болельщики «Интера» угнали автомобиль Ferrari, принадлежавший Винтеру. Через год Юрий взял реванш в парижском финале Кубка УЕФА у «Лацио», когда была одержана разгромная победа 3:0 — Джоркаефф и Винтер играли до 68-й минуты, уступив свои места Бенуа Коэ и Франческо Морьеро одновременно. В Милане одним из лучших друзей Джоркаеффа стал Никола Берти, который однажды организовал встречу Джоркаеффа с чемпионом мира по мотогонкам Максом Бьяджи и будущей звездой Голливуда актёром Леонардо Ди Каприо. В своей автобиографии Джоркаефф пишет, что однажды привёл на тренировку своего лабрадора, а на следующие сутки ещё шесть игроков привезли своих собак, вследствие чего сотрудники базы Аппьяно Джентиле построили загон для собак.

### Кайзерслаутерн
В летнее трансферное окно 1999 года Джоркаефф ушёл в «Кайзерслаутерн» — причиной того стал тот факт, что «Интер» не мог никак выиграть чемпионство. Марчелло Липпи дал Юрию знать, что не рассчитывает на него, после чего Джоркаефф связался с Рехагелем, который с «Вердером» выиграл у «Монако» Джоркаеффа финал Кубка обладателей кубков 1992 года. На стадионе «Фриц Вальтер» нового игрока встречали более 30 тысяч болельщиков. В первом немецком сезоне Юрий забил 13 мячей в чемпионате Германии и Кубке УЕФА, пропустив весной два месяца из-за травмы бедра. После триумфального для французов Евро-2000 он осенью был отправлен в глубокий запас в клубе новым тренером Андресом Бреме — сам Джоркаефф списывал это просто на чёрную зависть Бреме, который всячески издевался над Джоркаеффом.
Перед концом сезона 2001/2002 президент клуба «Кайзерслаутерн» Юрген Фридрих предложил Джоркаеффу сделку — сняться в рекламе города Кайзерслаутерн, который претендовал на принятие матчей чемпионата мира 2006 года, в обмен на право уйти из клуба. Джоркаефф выполнил свои условия и решил перейти в «Болтон Уондерерс», однако Фридрих потребовал 500 тысяч евро за игрока. Юрий начал шантажировать Фридриха, угрожая рассказать о махинациях «Кайзерслаутерна» и об оскорблениях со стороны Бреме, и президент вынужден был пойти на попятную. После отъезда Джоркаефф отправился в Лион на автомобиле, чтобы вылететь оттуда в Манчестер и затем добраться до Болтона, но по пути у него зазвонил телефон — адвокат сообщил, что немецкая полиция получила ордер на арест Джоркаеффа. Выяснилось, что летом 2001 года Юрий зацепил бампер чужой машины, дал водителю контакты своей страховой компании и уехал в отпуск, не увидев письмо с требованием в пятидневный срок явиться в полицейский участок. Уже после перехода в «Болтон» Юрий объяснил немецкой полиции, что покидал Германию и не мог прийти в почтовое отделение, и в итоге дело закрыли, а самого Фридриха позже уволили и оштрафовали на сумму более 500 тысяч евро за уклонение от налогов.

### Завершение карьеры
После трёх сезонов в «Болтоне» некоторое время Юрий играл за «Блэкберн Роверс», а затем уехал в Нью-Йорк, где жил на юге Манхэттена. Его последним клубом стал «Нью-Йорк Ред Буллз», некоторое время называвшийся «МетроСтарз». 29 октября 2006 года Юрий завершил игровую карьеру после очередной травмы — за полтора года он забил 13 голов за нью-йоркскую команду. Его соседями по дому стали актриса Джулия Робертс и гитарист Rolling Stones Рон Вуд, пригласивший Юрия в ресторан после концерта на стадионе «Джайнтс».

## Карьера в сборной

### Дебют. Чемпионат Европы 1996 года
Дебют Юрия Джоркаеффа в футболке сборной Франции состоялся 13 октября 1993 года в игре против Израиля и оказался крайне неудачным: Джоркаефф вышел за пять минут до конца основного времени при счёте 2:2, а на последней минуте Реувен Атар забил победный гол, что в итоге стоило французам поездки на чемпионат мира 1994 года. В отборочном турнире к чемпионату Европы в Англии Юрий отличился пять раз, оформив дубль в ворота Азербайджана (победа с неприличным счётом 10:0), и вытащил сборную на 2-е место в турнирной таблице — по дополнительным показателям французы избежали стыковых матчей и попали на Евро. После срыва переговоров с «Барселоной» Джоркаефф отправился готовиться к Евро-1996.
Франция понесла потери перед чемпионатом Европы — на турнир не поехал Эрик Кантона, который отбывал дисквалификацию в отборочном турнире за своё знаменитое нападение на болельщика, но его потеря стала не такой знаковой для игры сборной. Положение ухудшила серьёзная травма Зинедина Зидана, который попал в автокатастрофу и перенёс сотрясение мозга. Он остался в заявке, но из-за последствий травмы он не играл в полную силу, а на фотосессиях специально его гримировали, чтобы скрыть синяки и ссадины. Сам Джоркаефф на турнире отличился голом в ворота Испании, после чего побежал к трибунам, где находилась его семья, размахивавшая флагом Армении. Также Юрий участвовал ещё в трёх голах Франции — отдал голевые передачи на Кристиана Карамбё и Лорана Блана, а также заставил Любослава Пенева, игрока Болгарии, срезать мяч в свои ворота. В четвертьфинале против Нидерландов счёт не был открыт после 120 минут матча, и в итоге была назначена серия пенальти — Джоркаефф реализовал свой удар, а Франция вышла в полуфинал, где так же для выявления победителя понадобилась серия одиннадцатиметровых ударов, в которой, на этот раз, Франция уступила Чехии.

### Чемпионат мира 1998 года
Франция на правах хозяев чемпионата мира 1998 года была освобождена от обязанностей выступать в квалификации и поэтому играла товарищеские встречи. В 1997 году Юрий сыграл за сборную ФИФА в матче против сборной России в честь 100-летия Российского футбола и забил один гол (сборная ФИФА выиграла со счётом 2:0).
В марте 1998 года Моник Дерюа, учительница Джоркаеффа, отправила письмо матери Юрия с сочинением о мечте парня играть в футбол и выиграть чемпионат мира. В то же время Юрий и Марсель Десайи начали вести переговоры с руководством Федерации футбола Франции о бонусах за победы на турнире — Джоркаефф настаивал на том, чтобы бонусы не снижались. Сам же Юрий хотел выиграть чемпионат, не думая о том, сколько он забьёт и побьёт ли рекорд Олега Саленко в виде шести мячей — в семи матчах он отличился всего один раз (гол с пенальти в ворота Дании). В четвертьфинале против Италии Юрий в серии пенальти отказался бить в ворота своего одноклубника Джанлуки Пальюки, поскольку тот слишком хорошо знал удары Джоркаеффа. Зато он стал лидером по числу голевых передач на турнире (четыре), отдав голевые пасы в полуфинале и финале и тем самым оказав помощь Зинедину Зидану в финальном матче против Бразилии, который принёс французам долгожданную победу 3:0 и чемпионство. За победу на чемпионате мира удостоен звания кавалера ордена Почётного легиона в 1998.

### Чемпионат Европы 2000 года
В августе 1998 года Юрий Джоркаефф должен был приехать в составе сборной мира в Стамбул на матч против Турции, приуроченный к 75-летию образования Турецкой Республики, однако по политическим причинам Турция выступала всячески против визита Джоркаеффа в Турцию: ранее он неоднократно делал заявления касаемо геноцида армян. В итоге Джоркаефф в Стамбул так и не полетел. В дальнейшем он выступал в отборочном турнире чемпионата Европы 2000 года в составе сборной Франции и играл также в товарищеских матчах. По воспоминаниям Юрия Джоркаеффа, его отца приглашали возглавить сборную Армении, но по непонятным политическим причинам контракт так и не был заключён.
В отборе на чемпионат Европы 2000 года Франция встретилась с Арменией в двух встречах — дома на «Стад де Франс» 31 марта 1999 года французы победили 2:0, символический первый удар нанёс певец Шарль Азнавур, а второй гол Джоркаефф организовал с ещё одним игроком армянского происхождения Аленом Богоссяном (отец — армянин, мать — аргентинка). Джоркаефф выступал на протяжении всего отбора, отличившись трижды, но при этом в июне 1999 года домашней игре против России, завершившейся неожиданным проигрышем французов 2:3, в конце матча получил повреждение и был унесён на носилках (к счастью, он позже вернулся в строй).
8 сентября 1999 года он участвовал в матче против Армении в Ереване — французы выиграли 3:2, а Юрий забил первый мяч с пенальти, назначенный за фол на Лоране Блане. Перед игрой Джоркаефф собрал с каждого игрока по сто долларов (Клод Симоне удвоил эту сумму) на реставрацию одной из школ в Ереване, а после матча проводил команду в аэропорт и остался ещё на два дня в Ереване с родственниками и друзьями, устроив большой банкет. Тогда же он получил звание почётного гражданина Армении и армянский паспорт от президента Роберта Кочаряна и посетил Эчмиадзинский монастырь с премьер-министром Вазгеном Саркисяном (через полтора месяца Саркисян был убит в здании парламента).
Сборная Франции в итоге не только вышла на Евро-2000, но и выиграла чемпионат — Юрий провёл 5 игр на турнире и отличился дважды в матчах против Чехии и Испании. 

### Кубок конфедераций 2001 года и чемпионат мира 2002 года
Сборная Франции, которая на правах чемпиона мира была освобождена от обязанностей участвовать в квалификации на чемпионат мира 2002 года, проводила товарищеские матчи с другими командами. 15 ноября 2000 года состоялся матч против Турции, в котором Джоркаефф не участвовал опять же по политическим мотивам, за что подвергся обильной критике со стороны турецких СМИ.
Юрий завершил карьеру в сборной Франции, выиграв Кубок конфедераций 2001 (отыграл 5 матчей и забил один гол в ворота Южной Кореи) — на чемпионате мира 2002 года его сборная не забила ни одного мяча и не вышла из группы в связи с травмой лидера, Зинедина Зидана. Итогом выступлений стали 82 матча и 28 голов.

## После карьеры игрока
Юрий выпустил сингл на французском Vivre dans ta lumière («Жить в твоём свете»). В июле 2010 года в интервью France Football заявил, что не прочь однажды возглавить сборную Армении по футболу.

## Достижения

### Командные
Монако
- Обладатель Кубка Франции: 1991

ПСЖ
- Обладатель Суперкубка Франции: 1995
- Обладатель Кубка Кубков: 1996

Интернационале
- Обладатель Кубка УЕФА: 1998

Сборная Франции
- Чемпион мира 1998
- Чемпион Европы 2000
- Обладатель Кубка конфедераций: 2001

### Личные
- Лучший бомбардир чемпионата Франции 1993/94
- Лучший игрок «Интернационале»: 1997
- Лучший ассистент чемпионата Европы: 1996[15]
- Входит в состав символической сборной чемпионата Европы 1996
- Кавалер ордена Почётного легиона (1998 год)
- Медаль Признательности[арм.] (2018 год, Армения)[16]

## Детальная статистика
| Сезон   | Клуб             | Чемпионат    | Чемпионат | Чемпионат | Национальный Кубок | Национальный Кубок | Еврокубки | Еврокубки | Сборная | Сборная |
| Сезон   | Клуб             | Дивизион     | Матчи     | Голы      | Матчи              | Голы               | Матчи     | Голы      | Матчи   | Голы    |
| ------- | ---------------- | ------------ | --------- | --------- | ------------------ | ------------------ | --------- | --------- | ------- | ------- |
| 1984/85 | Гренобль         | Лига 2       | 3         | 0         | -                  | -                  | -         | -         | -       | -       |
| 1985/86 | Гренобль         | Лига 2       | 6         | 0         | -                  | -                  | -         | -         | -       | -       |
| 1986/87 | Гренобль         | Лига 3       | 26        | 4         | -                  | -                  | -         | -         | -       | -       |
| 1987/88 | Гренобль         | Лига 2       | 19        | 8         | -                  | -                  | -         | -         | -       | -       |
| 1988/89 | Гренобль         | Лига 2       | 25        | 11        | -                  | -                  | -         | -         | -       | -       |
| 1989/90 | Страсбур         | Лига 2       | 28        | 21        |                    |                    |           |           | -       | -       |
| 1990/91 | Страсбур         | Лига 2       | 7         | 4         |                    |                    |           |           |         |         |
| 1990/91 | Монако           | Лига 1       | 20        | 5         | 2                  | 1                  |           |           | -       | -       |
| 1991/92 | Монако           | Лига 1       | 35        | 9         | 5                  | 0                  | 7         | 2         | -       | -       |
| 1992/93 | Монако           | Лига 1       | 32        | 12        | 2                  | 2                  | 4         | 1         | 1       | 0       |
| 1993/94 | Монако           | Лига 1       | 35        | 20        | 2                  | 0                  | 11        | 3         | 5       | 3       |
| 1994/95 | Монако           | Лига 1       | 33        | 14        | 4                  | 0                  |           |           | 7       | 4       |
| 1995/96 | ПСЖ              | Лига 1       | 35        | 13        | 2                  | 1                  | 8         | 4         | 12      | 5       |
| 1996/97 | Интернационале   | Серия А      | 33        | 14        | 1                  | 1                  | 10        | 2         | 6       | 3       |
| 1997/98 | Интернационале   | Серия А      | 29        | 8         | 3                  | 0                  | 9         | 0         | 18      | 3       |
| 1998/99 | Интернационале   | Серия А      | 25        | 8         | -                  | -                  | 5         | 2         | 9       | 3       |
| 1999/00 | Кайзерслаутерн   | Бундеслига   | 25        | 11        | 0                  | 0                  | 5         | 1         | 11      | 4       |
| 2000/01 | Кайзерслаутерн   | Бундеслига   | 26        | 3         | 2                  | 0                  |           |           | 7       | 2       |
| 2001/02 | Кайзерслаутерн   | Бундеслига   | 4         | 0         |                    |                    |           |           | 6       | 0       |
| 2001/02 | Болтон Уондерерс | Премьер-лига | 12        | 4         |                    |                    |           |           |         |         |
| 2002/03 | Болтон Уондерерс | Премьер-лига | 36        | 7         | 1                  | 0                  |           |           |         |         |
| 2003/04 | Болтон Уондерерс | Премьер-лига | 27        | 9         | 5                  | 1                  |           |           |         |         |
| 2004/05 | Блэкберн Роверс  | Премьер-лига | 3         | 0         | -                  | -                  |           |           | -       | -       |
| 2005    | МетроСтарз       | MLS          | 24        | 10        | 0                  | 0                  |           |           |         |         |
| 2006    | МетроСтарз       | MLS          | 21        | 2         |                    |                    |           |           |         |         |